# Austrocidaria stricta
Austrocidaria stricta är en fjärilsart som först beskrevs av Alfred Philpott 1915.  Austrocidaria stricta ingår i släktet Austrocidaria och familjen mätare. Inga underarter finns listade i Catalogue of Life.